# Nikolaj Vasil'evič Nevrev
Nikolaj Vasil'evič Nevrev (in russo Николай Васильевич Неврев?; Mosca, 1830 – Orša, 1904) è stato un pittore russo, specializzato in scene di genere e storiche.

## Biografia

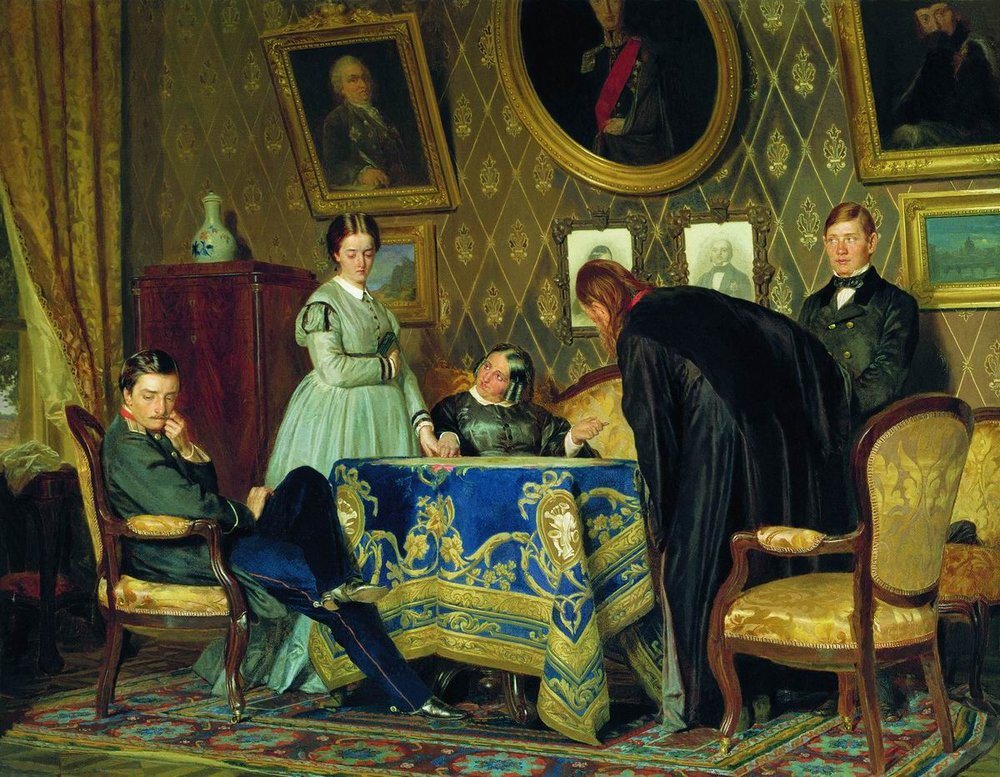
La tutela, 1867

Nikolaj Vasilievič Nevrev nacque a Mosca nel 1830, in una famiglia di mercanti.
Si avvicino all'arte prendendo le sue prime lezioni dal suo patrigno, che era un insegnante di disegno.
All'età di ventuno anni, Nevrev iniziò a frequentare la Scuola di pittura, scultura e architettura di Mosca, dove studiò sotto la guida del pittore italo-russo Michele Scotti.
Dopo essersi diplomato nel 1855, diventò "artista libero", dedicandosi inizialmente ai ritratti, che attirarono l'attenzione della critica.
Tra le opere di quegli anni si ricorda un Autoritratto (1863), un Ritratto di una donna sconosciuta , eseguito in modo rigorosamente realistico, attento nel disegno ed espressivo nella pittura; l'opera si caratterizzò per la spiritualità dello sguardo, la figura orgogliosa della testa, gli occhi penetranti.
Negli anni sessanta, Nevrev dipinse alcuni dei suoi capolavori, come L'affare (1866), in cui raffigurava la vendita di un servo,oltre che La tutela (1867). Alcuni altri suoi dipinti erano incentrati sulle critiche alla Chiesa. Negli anni sessanta e anni settanta, Nevrev si dedicò con successo alla pittura di denuncia sociale e di costume, con tele che espressero un'acuta satira del ceto mercantile, del clero, della servitù della gleba, delle ingiustizie economiche e sociali, grazie a dipinti tendenti al racconto, all'approfondimento psicologico e all'espressione di tipi simbolici.
Sospese temporaneamente di lavorare nel 1870, per ragioni ignote, ma ricominciò a dipingere arte storica negli anni ottanta, con una serie di opere su temi ispirati dalla storia russa, interessandosi anche qui al tipo umano, caratteristico e singolare, più che all'evento storico;tra le opere La principessa P. G. Jusupova prima di prendere il velo (1886).
Nel 1881 divenne membro dei Peredvižniki (Itineranti o Ambulanti).
Il suo miglior lavoro in questo periodo fu probabilmente la sua serie di quadri, ognuno dei quali esprimeva una morale umana.
Dal 1887 al 1890, insegnò alla Scuola di pittura, scultura e architettura e, nel 1889, divenne curatore alla Galleria Tret'jakov.
Intorno agli anni novanta si interessò della pittura di genere, di critica di costume e alla ritrattistica.

Scene di genere
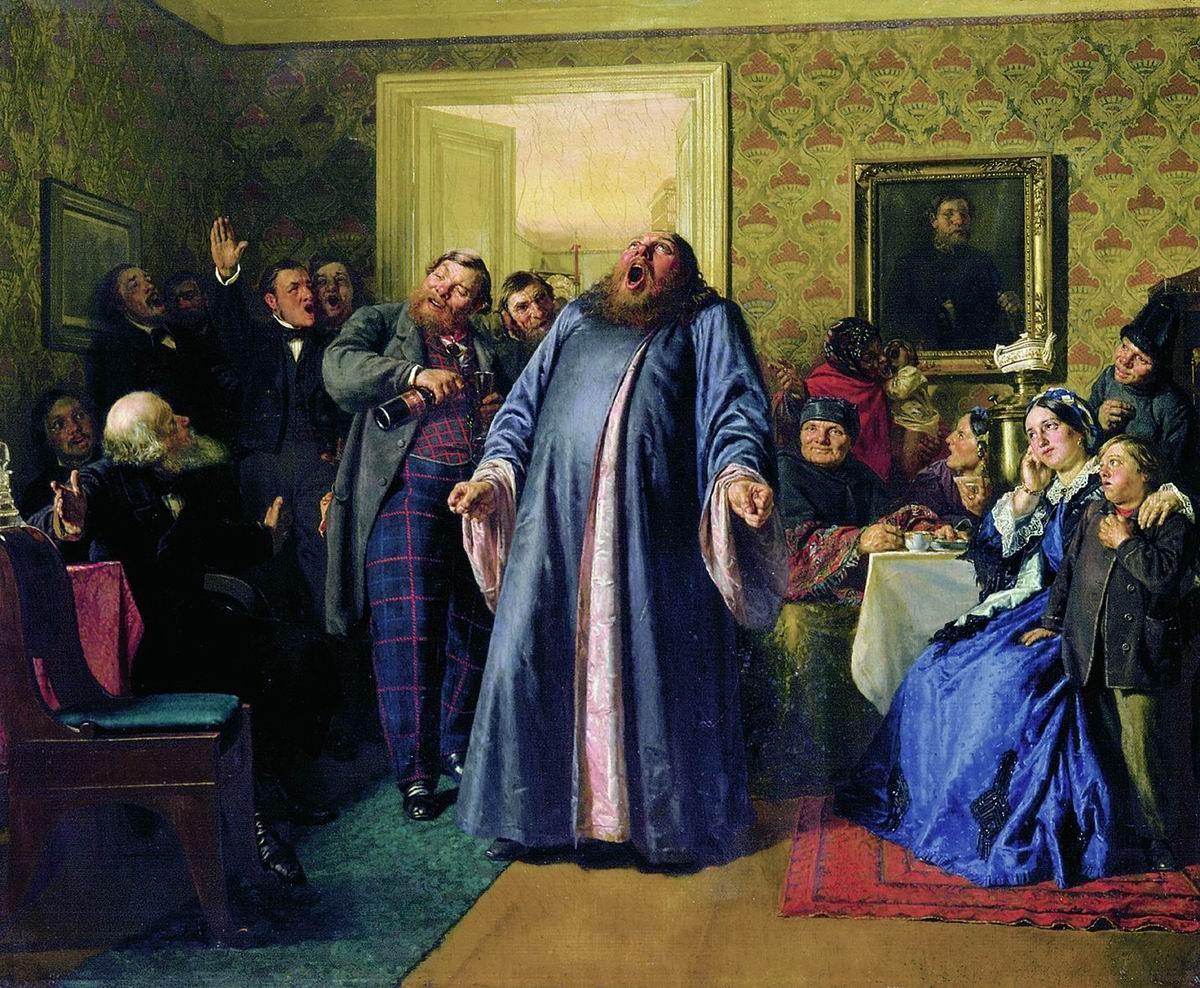
Il protodiacono augura lunga vita a un mercante nella celebrazione del suo onomastico, 1866, Galleria Tret'jakov
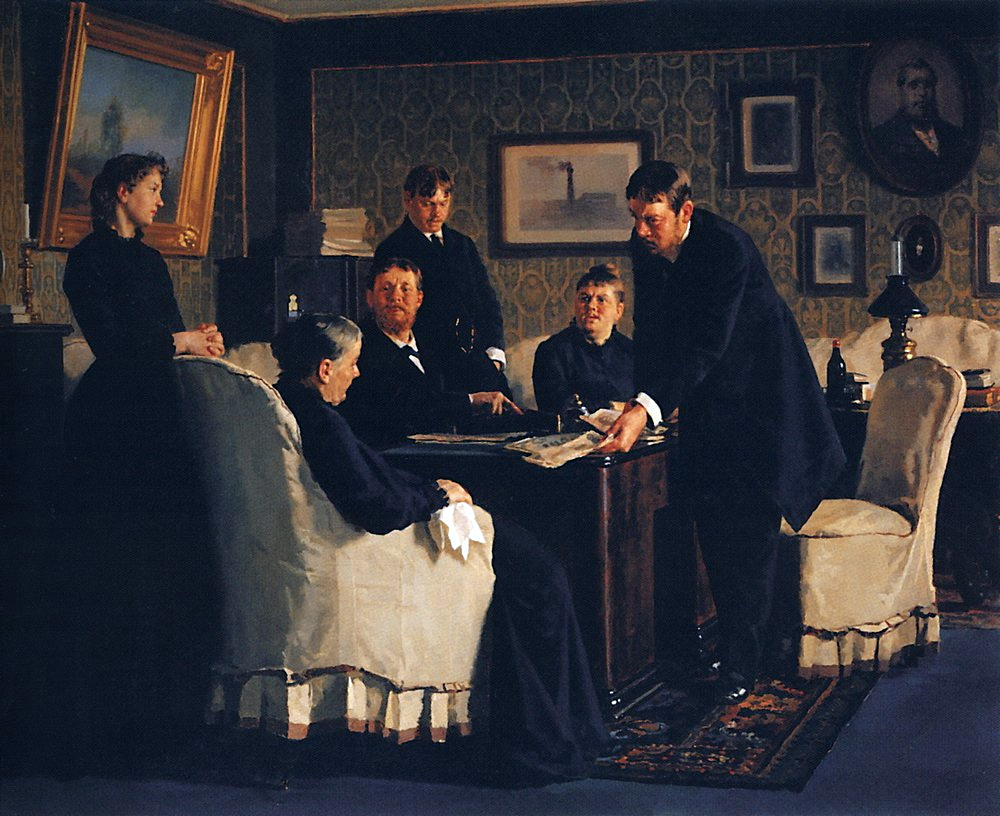
Regolazione familiare di un'eredità, 1888, Galleria Tret'jakov
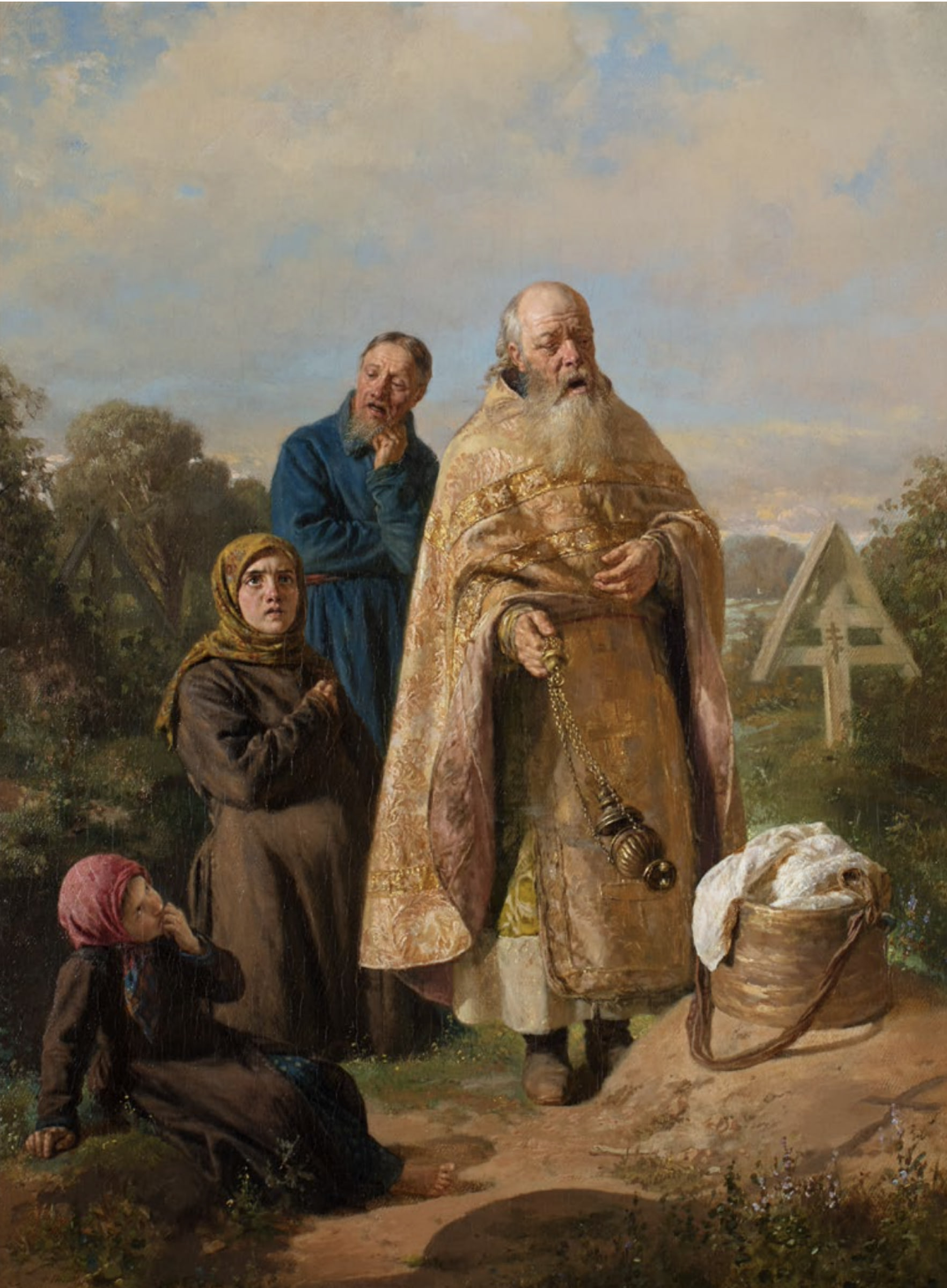
Funerali in un cimitero di campagna, 1865
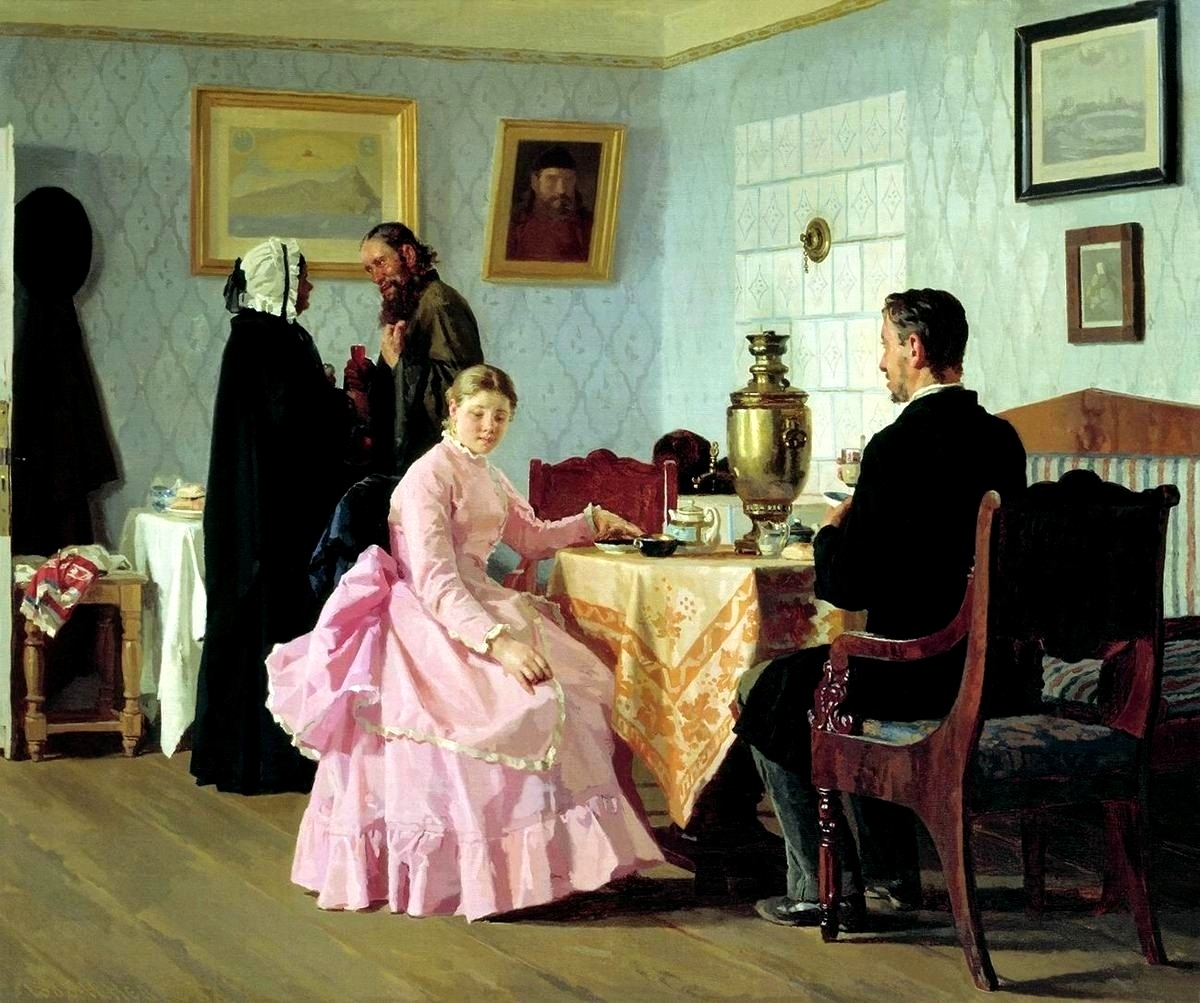
Presentazione di una ragazza da sposare, 1889, Galleria Tret'jakov